# AG Verleih

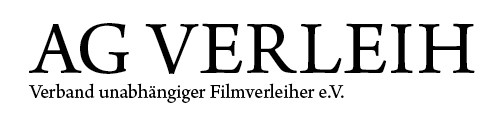
Logo der AG Verleih

Die AG Verleih – Verband unabhängiger Filmverleiher e. V. (AG Verleih) ist neben AllScreens Verband Filmverleih und Audiovisuelle Medien die Interessenvertretung der deutschen inhabergeführten Filmverleihe (Independent Filmverleihe).
Die AG Verleih vertritt als Branchenverband die Interessen von 37 unabhängigen deutschen Filmverleihen. Sie widmet sich vor allem der Erhaltung, Erweiterung und Erneuerung eines vielfältigen Filmangebotes im Kino. Die Arbeitsgemeinschaft setzt sich dafür ein, die wirtschaftlichen und kulturellen Voraussetzungen für den Verleih von Filmen unabhängiger Produktionsfirmen, Nachwuchs-Regisseure und -Regisseurinnen, von Dokumentar- und Kurzfilmen, von europäischem Kino sowie von internationalen Festival- und preisgekrönten Filmen verbessern. Sie fördert die Kommunikation und Kooperation mit nationalen, europäischen und internationalen Institutionen und Organisationen, die ein ähnliches Ziel verfolgen. Die Verleihe der AG Verleih veröffentlichen ihre Filme im Kino, auf körperlichen Medien (Blu-Ray, DVD), online (VoD, SvoD, TVoD) und durch Lizenzverkäufe an TV-Veranstalter.
Der überwiegende Teil der seit den 2010er Jahren bei den großen Filmfestivals prämierten Werke wird von Mitgliedsunternehmen der AG Verleih herausgebracht.

## Geschichte
Die AG Verleih wurde 2004 als eingetragener Verein gegründet.
Seit dem Jahr 2017 verleiht die AG im Rahmen der Berlinale jährlich den Ehrenpreis der unabhängigen Filmverleiher. Bisherige Preisträger waren Peter Sundarp (2017), Marianne Menze (2018), Michael Wiedemann (2019), Knut Elstermann (2023) sowie Tina Börner und Heino Deckert (2024).
Die AG Verleih hat ihren Sitz in Berlin. Der Verband ist Mitglied in der Spitzenorganisation der Filmwirtschaft (SPIO).

## Mitglieder
- Alamode Filmdistribution
- Alpenrepublik
- Arsenal Filmverleih
- Camino
- Capelight Pictures
- Cine Global / Cinespañol
- Cinemien
- déjà-vu Film
- eksystent Filmverleih
- farbfilm verleih
- Film Kino Text
- Filmperlen
- Filmwelt
- Four Guys
- GMfilms
- Grandfilm
- Happy Entertainment
- jip film & verleih
- Kairos Filmverleih
- Kinostar
- Kool Filmdistribution
- Kurzfilm Agentur Hamburg
- Little Dream Pictures
- Luftkind
- MFA+
- mindjazz pictures
- missingFILMs
- Neue Visionen
- Pandora Film Medien
- Piffl Medien
- PLAION PICTURES
- Port au Prince Pictures
- Rapid Eye Movies
- RFF Real Fiction Filmverleih
- Rendezvous Filmverleih
- W-film Distribution
- Weltkino Filmverleih
- Wild Bunch

## Vorstand
- Björn Hoffmann, Pandora Film Medien (Vorstandsvorsitzender)
- Hans-Christian Boese, Piffl Medien
- Alexandre Dupont-Geisselmann, farbfilm verleih
- Michael Höfner, GMfilms
- Michael Kölmel, Weltkino Filmverleih
- Joachim Kühn, RFF Real Fiction Filmverleih